# Cirrostratus fibratus
Il cirrostratus fibratus (abbreviazione Cs fib) è assieme al cirrostratus nebulosus una delle due specie in cui possono presentarsi le nubi del tipo cirrostrato, situate ad elevate altitudini.

## Caratteristiche
Queste nubi si formano in seguito all'azione di venti forti e continui che soffiano ad altitudini elevate e arrivano spesso a coprire una vasta porzione di cielo.
Il cirrostratus fibratus può spesso derivare da un'evoluzione del cirrus fibratus o del cirrus spissatus.
Non sono intrinsecamente nubi portatrici di pioggia ma possono essere associate a successive precipitazioni.